# Great-Basalt-Wall-Nationalpark
Der Great-Basalt-Wall-Nationalpark, der 1981 gegründet wurde, befindet sich in Queensland, Australien. Die Größe des Parks beträgt 352 Quadratkilometer. Er ist Teil des Toomba-Basaltflusses, der vor 13.000 Jahren erstarrte. Die nächstgelegene Städte sind Charters Towers in einer Entfernung von 42 Kilometern und Townsville in 180 Kilometer Entfernung.
Der Nationalpark ist schwer zugänglich. Es führen keine Wege dorthin oder durch ihn durch. Das Gelände ist aufgrund der starken Zerklüftung des Basalts nicht mit Fahrzeugen befahrbar; dies gilt auch für allradangetriebene Automobile. Der Park ist auch nicht durch Campingplätze oder sonstige Versorgungsstationen erschlossen.
Im östlichen Teil des Parks befindet sich der Red Falls, ein Wasserfall. Im Westen liegt ein erstarrter Basaltfluss des Toomba-Basalts. Dort entstanden Basaltwälle von 3 bis 5 Metern Höhe, die als Great Basalt Walls für den Park namensgebend sind. Der Toomba-Basalt hat ein wesentlich geringeres Volumen als der Nulla-Basalt. Der Nulla-Basalt floss über 1 bis 4,5 Millionen Jahre lang als glühende Lava, die sich insgesamt über eine Fläche von 5000 Quadratkilometern erstreckte, durch den Park. Im Toomba-Basalt entstanden, wie auch in dem des Toomba Lavaröhren.
Die Dürre und der steinige Untergrund ermöglichen wenigen Pflanzen Wachstum, es gibt wenige Würgefeigen- und Flaschenbäume. Parkbesucher können am Ufer des Burdekin River im Dalrymple-Nationalpark kampieren oder am Fletcher Creek.